# Hamade ibne Tuaini de Zanzibar
Hamade ibne Tuaini Abuçaíde GCSI (em árabe: حمد بن ثويني البوسعيد; romaniz.: Hamad bin Thuwaini Al-Busaid; 1857 - 25 de agosto de 1896) (em árabe: ) foi o quinto Sultão de Zanzibar. Ele comandou Zanzibar de 5 de março de 1893 a 25 de agosto de 1896.
Hamade foi casado com uma prima, saída Turquia binte Turqui Abuçaíde, filha de Turqui ibne Saíde, Sultão de Mascate e Omã. Hamide morreu subitamente às 11:40 de 25 de agosto de 1896, por muitos tendo sido envenenado por seu primo Calide ibne Bargaxe, que se autoproclamou novo sultão e manteve a posição por três dias antes de ser substituído pelo governo britânico após a Guerra Anglo-Zanzibari, de 40 minutos de duração.

## Títulos
- 1857-1893: Saíde Hamade ibne Tuaini
- 1893-1894: Sua Alteza sultão saíde Hamade ibne Tuaini, Sultão de Zanzibar
- 1894-1896: Sua Alteza sultão saíde sir Hamade ibne Tuaini, Sultão de Zanzibar, GCSI

## Honras
- Grã-cruz da Ordem da Coroa da Itália-1893
- Cavaleiro Grande Comandante da Ordem da Estrela da Índia (GCSI)-1894
- Grã-cruz da Ordem da Águia Rubra, 1ª Classe da Prússia-1895